# Nidaros
Nidaros er det historiske navn for byen Trondheim, samt navnet på både det katolske bispedømme, der var Norges ærkebispedømme før 1537, og det lutherske bispedømme i Trøndelagen siden 1537. Det var først og fremmest helgenkongen St. Olavs skrin i Nidarosdomen, som gav byen dens centrale position i Norge og Nordeuropa frem til reformationen i Norge i 1537.

## Nidaros
Ifølge Heimskringla blev Trondheim grundlagt af Olav Tryggvason (antagelig i 997):
Kong Olav for med sin hær ud til Nidaros. Da lod han rejse hus der på bredden af Nidelven og bestemte, at der skulle være købstad der. Han gav sine mænd tomter til at sætte op hus, og han lod bygge kongsgård ved Skipakrok.
Beliggende ved mundingen af elven Nid (Nidelven) var købstaden kendt under navnet kaupangen i/ved Nidaros, som betyder byen ved  Nids munding.
Ved oprettelsen af Nidaros ærkebispedømme i 1154 førte en fejltolkning til, at byens navn blev til Trundum (Trundensis) i Vatikanet. Dette blev rettet af ærkebiskop Eirik Ivarsson, og fra 1192 hedder byen Nidaros både i Nidaros, Norge og i Rom. Nidaros-navnet på byen forsvandt senere af flere grunde først og fremmest, fordi ærkebispesædet forsvandt i 1537, men blev brugt helt op i 1700-tallet.

## Trondheim
Trondheim(en) var oprindelig navnet på de otte trønderske fylker, altså nutidens Trøndelagen. I senmiddelalderen blev Kaupangen i Trondheimen, altså handelspladsen i Trøndelag også brugt som bynavn og kortformen Trondheimen blev brugt parallelt med Nidaros. Under Danmark-Norge blev dette fordansket til Trondhjem og Trondhjems len for Trondheims len.

## Navnestrid
I perioden 1925–1930 blev flere bynavne i Norge fornorsket som led i den sproglige nationalisme, som var udbredt i første halvdel af det 20. århundrede (1925: Kristiania til Oslo, 1927: Frederikshald til Halden, 1930: Frederiksvern til  
Stavern). Ved lov af 14. juni 1929 blev det bestemt, at byen Trondhjem fra 1. januar 1930 skulle hedde Nidaros som officielt navn. Der var i 1928 afholdt en lokal folkeafstemning om bynavnet, hvor 17.163 stemte imod en ændring, og 1.508 for. Befolkningen og bystyret, som ønskede at beholde Trondhjem som bynavn, følte sig kørt over, og protesterne lod ikke vente på sig.
Efter en oprivende navnestrid blev sagen taget op på ny i Stortinget. Dette endte med et kompromis: ved lov af 6. marts 1931 med virkning fra samme dag blev formen Trondheim indført, et «fornorsket» alternativ lanceret af Ivar Lykke, lokal købmand, Norges statsminister 1926–28 og stortingsrepræsentant 1915–35.